# Kaysha Love
Kaysha Love, född 24 september 1997, är en amerikansk bobåkare.

## Karriär
Love tävlade vid olympiska vinterspelen 2022 i Peking, där hon slutade på sjunde plats i tvåmannabob tillsammans med Kaillie Humphries. Vid VM 2023 i St. Moritz tog hon brons tillsammans med Kaillie Humphries i tvåmannabob.
Vid VM 2025 i Lake Placid tog Love guld i monobob.